# Anton Powolny
Anton Powolny (* 19. April 1899 in Gramatneusiedl, Österreich-Ungarn; † 30. Mai 1961 in Wien, Österreich) war ein österreichischer Fußballspieler, der in den 1920er Jahren einen Meistertitel mit dem Wiener Sport-Club gewann und während seiner Zeit bei Inter Mailand italienischer Torschützenkönig wurde.

## Vereinskarriere
Powolny, von Beruf Gendarm, begann seine Fußballkarriere im Nachwuchs des Wiener Amateur SV, wo er während der Jahre des Ersten Weltkrieges zu seinen ersten Einsätzen in der höchsten Spielklasse kam, da viele Stammkräfte kriegsbedingt nicht zur Verfügung standen. Danach war er für den Zweitligisten Ober-Sankt Veiter AC tätig, ehe er 1921 zum Wiener Sport-Club wechselte. Der Wechsel hatte ein verbandsrechtliches Nachspiel, da ein zwischen dem Sport-Club und dem abgebenden Verein vereinbartes Privatspiel als Ablösespiel und damit als Verstoß gegen die Amateurbestimmungen interpretiert wurde. Der Sport-Club wurde zu 20.000 Kronen und der Ober-St. Veiter AC zu 500 Kronen Strafe verurteilt. Der Spieler selbst entging nur knapp der Verhängung einer einjährigen „Karenzzeit“, sprich Sperre, die der abgebende Verein am Ende einforderte.
Powolny konnte somit bereits in seiner ersten Saison beim Sport-Club in der Saison 1921/22 seinen Durchbruch schaffen und trug mit mehreren Toren zum ersten Meistertitel in der Vereinsgeschichte bei. Powolny konnte sich in weiterer Folge einen Stammplatz als Linksverbinder sichern und bildete mit Leopold Giebisch die linke Angriffsseite der Dornbacher. Im folgenden Jahr lief es in der Meisterschaft zwar weniger gut, aber der Sport-Club erreichte das Finale des ÖFB-Cups, wo ein 3:1 gegen den SC Wacker Wien einen weiteren Titel bedeutete.
Danach blieb Powolny noch eine halbe Saison beim Sport-Club, ehe er Anfang 1924 zum Wiener AF wechselte, wo er die Saison zu Ende spielte. Karl Stürmer, der ehemalige österreichische Nationalspieler, war zu dieser Zeit Trainer des italienischen Erstligisten AC Reggiana und holte Powolny in die Emilia-Romagna. Die Verpflichtung machte sich bezahlt, denn der Stürmer erzielte in seiner ersten Saison 15 Tore und trug gemeinsam mit seinem Sturmpartner Felice Romano wesentlich zum Klassenerhalt bei. Die nächste Saison sollte jedoch weniger gut verlaufen. Zwar erzielte der Österreicher neun Tore in der Meisterschaft, auf Grund einer Ligareform bedeutete der neunte Tabellenplatz in der Gruppe B der Nordliga aber nur die Teilnahme an den Relegationsspielen, wo sich die Reggiana trotz zweier Powolny-Tore der AC Mantova nach Verlängerung mit 3:7 geschlagen geben musste.
Nachdem Powolny kurzzeitig noch in der zweiten Liga gespielt hatte, nahm er ein Angebot von Inter Mailand an. Dort spielte er in der Saison 1926/27 unter Trainer Árpád Weisz in einer Sturmreihe mit Luigi Cevenini, Leopoldo Conti und Fulvio Bernardini und hatte einen optimalen Einstand, als er bei seinem ersten Spiel für die Nerazzurri zwei Tore gegen die AC Napoli erzielte. Am Ende der Saison belegte Inter den fünften Platz in der Finalrunde und Powolny war mit 22 Toren vor den beiden Torino-Stürmern Julio Libonatti und Gino Rossetti erfolgreichster Torschütze der Liga.
Mit Ablauf dieser Saison durften in der italienischen Fußballmeisterschaft nur mehr Spieler italienischer Abstammung eingesetzt werden, wodurch Powolny gezwungen war, das Land zu verlassen. Er ging nach Ungarn, wo er beim Erstligaaufsteiger Attila FC Miskolc unterschrieb. Zwar konnten die Ostungarn überraschend das Cupfinale erreichen, wo sie dem Ferencvárosi FC unterlagen, in der Meisterschaft gelang der Klassenerhalt jedoch nicht. Powolny wechselte zum Sabária FC aus Szombathely, musste aber auch dort als Tabellenletzter in die zweite Liga absteigen.
1929 kehrte er daher nach Wien zurück, wo er in der Herbstrunde nochmals für den Wiener Sport-Club auflief, beendete aber dann nach einer Vertragsauflösung seine Profikarriere in Österreich. 1930 übernahm er den Trainerposten beim süditalienischen Drittligisten AS Taranto. Von 1931 bis 1935 war er noch im deutsch-böhmischen Fußball als Spielertrainer beim RSK bzw. RFK Reichenberg tätig. 1938 wurde er Trainer bei TuS Duisburg 48/99.

## Stationen
- Wiener Amateur SV
- bis 1921: Ober-Sankt Veiter AC
- 1921 bis 1923: Wiener Sport-Club
- 1924: Wiener AF
- 1924 bis 1926: AC Reggiana
- 1926 bis 1927: Inter Mailand
- 1927 bis 1928: Attila FC Miskolc
- 1928 bis 1929: Szombathelyi AK
- 1930: Wiener Sport-Club
- 1930: Taranto Sport (Trainer)
- 1931 bis 1935: RSK Reichenberg (Spielertrainer)
- 1938: TuS Duisburg 48/99 (Trainer)

## Erfolge
- 1 × Österreichischer Meister: 1921/22
- 1 × ÖFB-Cupsieger: 1922/23
- 1 × ungarischer Cupfinalist: 1928
- 1 × Italienischer Torschützenkönig: 1926/27